# Saint-Bonnet-de-Salendrinque
Saint-Bonnet-de-Salendrinque é uma comuna francesa na região administrativa de Occitânia, no departamento de Gard. Estende-se por uma área de 3,59 km². Em 2010 a comuna tinha 122 habitantes (densidade: 34 hab./km²).